# Andrzej Trzaskalski
Andrzej Karol Trzaskalski (ur. 24 listopada 1946 w Witoldowie) – polski polityk, poseł na Sejm PRL IX kadencji.

## Życiorys
Syn Zygmunta i Haliny. Uzyskał tytuł zawodowy magistra inżyniera ogrodnictwa, kończąc w 1969 Szkołę Główną Gospodarstwa Wiejskiego w Warszawie. Wstąpił w tym czasie do Zjednoczonego Stronnictwa Ludowego. Był członkiem prezydium Naczelnego Komitetu ZSL (od 1981), wcześniej także m.in. wiceprezesem Wojewódzkiego Komitetu ZSL w Płocku (1975–1981). Wieloletni radny Wojewódzkiej Rady Narodowej w Płocku. Od 1985 do 1989 pełnił mandat posła na Sejm PRL IX kadencji w okręgu płockiego z ramienia ZSL. Zasiadał w Komisji Obrony Narodowej, Komisji Spraw Zagranicznych oraz w Komisji Nadzwyczajnej do rozpatrzenia projektu ustawy o zmianie ustawy Ordynacja wyborcza do rad narodowych. Był radnym I i II kadencji Rady Gminnej w Krzyżanowie. Członek Zarządu Powiatu w Kutnie w latach 2001–2002. W 2006 z listy Polskiego Stronnictwa Ludowego (w którym został członkiem władz powiatowych) bez powodzenia kandydował do rady powiatu kutnowskiego. Był dyrektorem Wydziału Rolnictwa, Leśnictwa i Ochrony Środowiska Starostwa Powiatowego w Kutnie, w 2015 przeszedł na emeryturę.

## Odznaczenia
- Krzyż Kawalerski Orderu Odrodzenia Polski
- Złoty Krzyż Zasługi (1980)
- Srebrny Krzyż Zasługi (1974)
- Medal 40-lecia Polski Ludowej (1984)